# Timo Dörflinger
Timo Dörflinger (* 19. September 1978 in Neckargartach) ist ein ehemaliger deutscher Fußballspieler und gegenwärtiger Fußballtrainer.

## Karriere
Dörflinger begann beim TSV Nordheim mit dem Fußballspielen, später wechselte er in die Jugend des VfR Heilbronn. In der Spielzeit 1997/98 kam er dort in der Oberliga Baden-Württemberg zum Einsatz. In der darauf folgenden Saison wechselte er zu den TSF Ditzingen in die Regionalliga Süd.
Nach zwei Spielzeiten in Ditzingen verpflichteten die Stuttgarter Kickers den Mittelfeldspieler. Dort schaffte er über die zweite Mannschaft den Sprung in die erste Mannschaft, wo er im Jahr 2000 zweimal in der 2. Bundesliga auf dem Platz stand. Nach dem Abstieg in die Regionalliga Süd spielte Dörflinger noch eine Saison für die Blauen.
Zur Spielzeit 2002/03 wechselte er zum Oberligisten SV Sandhausen, danach folgten weitere Jahre in der Oberliga beim TSV Crailsheim und dem VfR Mannheim. Danach spielte Dörflinger noch jeweils eine Saison beim Verbandsligisten TSV Amicitia Viernheim und in der Bezirksliga beim VfR Altenmünster. Von 2011 bis 2017 fungierte er als Trainer beim VfR Altenmünster.